# Navalmoralejo
Navalmoralejo település Spanyolországban, Toledo tartományban. Navalmoralejo Aldeanueva de Barbarroya, Alcolea de Tajo, La Estrella, Villar del Pedroso és Azután községekkel határos. Lakosainak száma 54 fő (2024).

## Népesség
A település népessége az utóbbi években az alábbiak szerint változott:
| Lakosok száma | 70   | 68   | 76   | 74   | 73   | 70   | 64   | 54   | 51   | 54   |
|               | 2001 | 2004 | 2007 | 2009 | 2012 | 2014 | 2017 | 2019 | 2022 | 2024 |